# Naponee
Ne doit pas être confondu avec Naponé (homonymie).
Le village de Naponee est situé dans le comté de Franklin, dans l’État du Nebraska, aux États-Unis.

## Démographie
Sa population s’élevait à 106 habitants lors du recensement de 2010.

## Source
- (en) Cet article est partiellement ou en totalité issu de l’article de Wikipédia en anglais intitulé « Naponee, Nebraska » (voir la liste des auteurs).

1. ↑  « Population and Housing Unit Estimates » (consulté le 24 mars 2018)
2. ↑  « Census of Population and Housing », Census.gov (consulté le 4 juin 2015)